# 军团领袖
军团领袖（Korpsführer）是纳粹党的一个准军事职衔，是国家社会主义飞行军团（NSFK）和國家社會主義汽車軍團的最高职衔。这两个组织的最高指挥官都是职衔为军团领袖的单一人员。该职衔至少在纸面上是与党卫队全国领袖平级的。